# Famille Guarco
 (juillet 2024).
Si vous disposez d'ouvrages ou d'articles de référence ou si vous connaissez des sites web de qualité traitant du thème abordé ici, merci de compléter l'article en donnant les références utiles à sa vérifiabilité et en les liant à la section « Notes et références ».

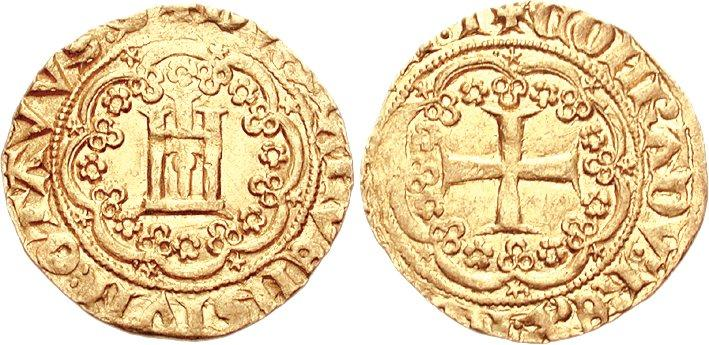
Monnaie du doge Niccolò Guarco (1378-1383)

La famille Guarco est l'une des grandes familles patriciennes de la ville de Gênes en Italie.
Elle est éteinte.

## Personnalités
- Niccolò Guarco, doge de Gênes (1378-1383)
- Antonio Guarco, doge de Gênes (1394-1394), abdique.
- Isnardo Guarco, doge de Gênes (1436-1436) abdique.